# Gran Premio de Plouay 2015
La 79.ª edición del Gran Premio de Plouay fue una carrera ciclista que se disputó el 30 de agosto de 2015 con principio, varios pasos y final en la localidad de Plouay, en la Bretaña. Discurrió por un circuito de 26,9 km con tres pequeñas cotas (con inicio y final en Plouay) al que se le dieron 8 vueltas y luego un circuito de 13,9 km para completar un total de 229,1 km, repitiendo el recorrido de la edición anterior.
Perteneció al UCI WorldTour 2015.
Tomaron parte en la carrera 24 equipos: los 17 de categoría UCI ProTeam (al ser obligada su participación); más 7 de categoría Profesional Continental mediante invitación de la organización (el Southeast, Cult Energy Pro Cycling, Bretagne-Séché Environnement, Cofidis, Solutions Crédits, CCC Sprandi Polkowice y Wanty-Groupe Gobert). Formando así un pelotón de 190 ciclistas, de 8 corredores cada equipo (excepto el Katusha y Southeast que salieron con 7), de los que acabaron 127.
El ganador final fue Alexander Kristoff quien se impuso en el sprint a Simone Ponzi y Ramūnas Navardauskas, respectivamente.

## Clasificación final
| \| Posición \| Ciclista \| Equipo \| Tiempo \| \| 1. \| Alexander Kristoff \| Katusha \| 5 h 31 min 32 s \| \| 2. \| Simone Ponzi \| Southeast \| m.t \| \| 3. \| Ramūnas Navardauskas \| Cannondale-Garmin \| m.t \| \| 4. \| Grega Bole \| CCC Sprandi Polkowice \| m.t \| \| 5. \| Jürgen Roelandts \| Lotto-Soudal \| m.t \| \| 6. \| Anthony Roux \| FDJ \| m.t \| \| 7. \| Armindo Fonseca \| Bretagne-Séché Environnement \| m.t \| \| 8. \| Wout Poels \| Sky \| m.t \| \| 9. \| Rasmus Guldhammer \| Cult Energy \| m.t \| \| 10. \| Magnus Cort \| Orica GreenEDGE \| m.t \| |                      |                              |                 |
| Posición | Ciclista             | Equipo                       | Tiempo          |
| 1. | Alexander Kristoff   | Katusha                      | 5 h 31 min 32 s |
| 2. | Simone Ponzi         | Southeast                    | m.t             |
| 3. | Ramūnas Navardauskas | Cannondale-Garmin            | m.t             |
| 4. | Grega Bole           | CCC Sprandi Polkowice        | m.t             |
| 5. | Jürgen Roelandts     | Lotto-Soudal                 | m.t             |
| 6. | Anthony Roux         | FDJ                          | m.t             |
| 7. | Armindo Fonseca      | Bretagne-Séché Environnement | m.t             |
| 8. | Wout Poels           | Sky                          | m.t             |
| 9. | Rasmus Guldhammer    | Cult Energy                  | m.t             |
| 10. | Magnus Cort          | Orica GreenEDGE              | m.t             |